# (183294) Langbroek
(183294) Langbroek est un astéroïde de la ceinture principale.

## Description
(183294) Langbroek est un astéroïde de la ceinture principale. Il fut découvert le 9 octobre 2002 à l'Observatoire Palomar par le programme NEAT. Il présente une orbite caractérisée par un demi-grand axe de 3,04 UA, une excentricité de 0,11 et une inclinaison de 6,3° par rapport à l'écliptique.

## Compléments